# Denver Nuggets
Die Denver Nuggets sind ein in Denver im US-Bundesstaat Colorado ansässiges Basketball-Franchise in der nordamerikanischen Profiliga NBA. Trotz des gleichen Namens besteht keine Verbindung zu den ursprünglichen Denver Nuggets, die in der Saison 1949/50 in der NBA spielten. Die Arena für die Heimspiele des Teams ist die Ball Arena in Denver. 2023 wurden die Nuggets das erste Mal NBA-Meister.

## Geschichte

### Von der ABA in die NBA (1967–1979)
Gegründet wurden die Nuggets 1967 unter dem Namen Denver Rockets als eines der Gründungsmitglieder der American Basketball Association (ABA). Nachdem sich die ABA 1976 mit der NBA zusammengeschlossen hatte, wechselten die Nuggets mit drei weiteren ABA-Mannschaften in die NBA. Bereits für die Saison 1974/75 war die Umbenennung in den heutigen Namen „Denver Nuggets“ erfolgt. Dies geschah, weil es neben Denver noch ein anderes Team mit dem Namen Rockets gab, die heutigen Houston Rockets.
Die Nuggets bestanden in ihrer ersten NBA-Saison aus den Stars David Thompson, Dan Issel und Bobby Jones sowie Trainer Larry Brown. Denver gewann 50 Saisonspiele und qualifizierte sich für die Playoffs. Bis 1979 konnten stets die Playoffs erreicht werden. Nachdem man 1979 in der ersten Runde ausgeschieden war, verließ Trainer Brown das Team und wurde von Donnie Walsh ersetzt. Walsh erfüllte nicht die Erwartungen und wurde 1981 von Doug Moe ersetzt.
In der Geschichte der Denver Nuggets wurde immer wieder öffentlich diskutiert, inwiefern diese einen zusätzlichen Heimvorteil infolge von mehr als 1500 Meter Höhe über dem Meeresspiegel haben. Insbesondere während der Playoffs 2022/23 war das der Fall.

### Offensivbasketball unter Doug Moe (1981–1990)
Unter Trainer Moe begann ein Neuaufbau. Das Team wurde nun um Alex English und Kiki Vandeweghe aufgebaut. Mit hohem Angriffsbasketball erzielten beide Spieler jeweils über 25 Punkte im Schnitt. In diese Zeit fällt auch ein 186:184-Sieg der Detroit Pistons über die Nuggets, nach dreimaliger Verlängerung, im Jahr 1983. Das Spiel ist bis heute das punktreichste Spiel der NBA-Geschichte. Mit der Philosophie der „Motion Offense“ gehörten die Nuggets zu den erfolgreichsten Teams der 80er. Der durchschnittliche Punktedurchschnitt von 126,5 in der Saison 1981–82 ist bis heute der höchste einer NBA-Mannschaft.
1984/85 erreichten die Nuggets das Western-Conference-Finale, wo man den Los Angeles Lakers unterlag. Daraufhin trennte man sich von Vandeweghe und tauschte ihn zu den Portland Trail Blazers für Fat Lever. In der Saison 1987–88 erreichte man mit 54 Saisonsiegen die höchste Siegmarke seit dem Wechsel in die NBA. In den Playoffs folgte jedoch das frühe Aus gegen die Dallas Mavericks in der zweiten Runde. Nach zwei weiteren Playoffqualifikationen verließ Trainer Moe die Nuggets im Jahr 1990. Die Nuggets hatten unter ihm die letzten neun Male stets die Playoffs erreicht.

### Neuaufbau und die Mutombo-Ära (1990–1996)
Unter Paul Westhead begann der Umbruch. Der alternde Starspieler English und Lever wechselten zu den Mavericks. Über den NBA-Draft 1990 erhielt man Chris Jackson an dritter Stelle, der sich später Mahmoud Abdul-Rauf nannte. Mit einer alternden Mannschaft ohne Starspieler fuhren die Nuggets in der Saison 1990–91 nur 20 Siege ein, was einen Negativrekord bedeutete. 1991 kam über den Draft an vierter Stelle der Kongolese Dikembe Mutombo zu den Nuggets. Doch seine Verpflichtung brachten noch keinen Erfolg. Die Nuggets verbesserten sich marginell auf 24 Saisonsiege.
In der darauffolgenden Saison stellten die Nuggets mit Abdul-Rauf, Mutombo, Bryant Stith und LaPhonso Ellis eines der jüngsten und talentiertesten Teams der NBA. Dan Issel ersetzte den erfolglosen Westhead als Trainer. Die Nuggets verbesserten sich auf 36 Siege. 1994 erreichte man mit 42 Siegen wieder erstmals seit 1990 die Playoffs. In den Playoffs überraschte man als achtgesetztes Playoffteam, das die erstgesetzten Seattle SuperSonics mit 2:3 besiegte und damit für einen „Upset“ sorgte. In der zweiten Runde unterlag man dann jedoch knapp den favorisierten Utah Jazz mit 3:4.
Angespornt durch diesen Erfolg verstärkte man sich im Sommer 1994 mit dem Scharfschützen Dale Ellis. Ebenso bekam man über den NBA-Draft 1994 Jalen Rose. Doch während der Saison 1994/95 kam es zu Unstimmigkeiten zwischen Coach und Team und die Nuggets trennten sich von Issel. Zudem fiel Jungstar Ellis für die gesamte Saison aus. Dennoch qualifizierten sich die Nuggets erneut als achtplatziertes Team für die Playoffs, schieden jedoch sieglos in der ersten Runde gegen die San Antonio Spurs aus. Im NBA-Draft 1995 verstärkten sich die Nuggets, durch einen Trade mit den Los Angeles Clippers, mit Antonio McDyess. Während McDyess für die kommenden Jahre als neues Gesicht des Teams aufgebaut wurde, verließen Mutombo, Rose und Abdul-Rauf in den darauffolgenden beiden Jahre die Nuggets.

### Die erfolglosen 90er/2000er (1996–2003)
Ende der 1990er gehörten die Nuggets zu den schlechtesten Teams der Liga. Bereits 1996 wurden die Playoffs verpasst. In der Saison 1997/98 verloren die Nuggets 23 Spiele in Folge, womit sie die bis dato längste Niederlagenserie in der NBA-Geschichte aufwiesen. Am Ende der Saison reichte es nur für 11 Saisonsiege, ebenfalls ein negativer Klubrekord. Die Jahre wurden durch eine chaotische Personalpolitik und wechselnden Teambesitzer geprägt, in der es viele Tauschgeschäfte und Trainerwechsel gab. Die bekannteste war die von Talent McDyess, den man noch 1997 zu den Phoenix Suns transferierte, nur um ihn ein Jahr später zurückzuholen.
Erst im Jahr 2000 übernahm Stan Kroenke das Team, der mit diesem dauerhaft plante. Sportlich machte sich eine Verbesserung bemerkbar und die Nuggets holten unter Trainer Dan Issel 2000/01 40 Siege. Wichtige Spieler dieser Zeit waren neben McDyess auch Point Guard Nick Van Exel und Center Raef LaFrentz. Nachdem sich McDyess schwer verletzt hatte und die Saison 2001/02 aussetzen musste, waren auch die Nuggets chancenlos. Die Saison 2002/03 schloss man mit nur 17 Siegen ab und wies mit den Cleveland Cavaliers die schlechteste Saisonbilanz der Liga auf.

### Die Carmelo Anthony-Ära (2003–2011)

Logo von 2003 bis 2008

Im NBA-Draft 2003 konnten sich die Nuggets dann die Rechte von Carmelo Anthony an dritter Stelle sichern. Zudem wurde der ehemalige Spieler Kiki Vandeweghe neuer Manager der Mannschaft. Unter Vandeweghe und Trainer Jeff Bzdelik verbesserten sich die Nuggets auf 43 Siege und erreichten erstmals seit neun Jahren die Playoffs. Dort unterlag man jedoch den Minnesota Timberwolves bereits in der ersten Runde mit 1:4. Im Laufe der Saison übernahm George Karl den Posten des Trainers bei den Nuggets. Karl entwickelte um Starspieler Anthony eine florierende Offensive. Mit Anthony, Andre Miller, Kenyon Martin, Marcus Camby und Nenê hatten die Nuggets ein talentiertes Team zusammen, dass jedoch immer in der ersten Playoffrunde ausschied.
Im Jahre 2006 wurde dann Superstar Allen Iverson von den Philadelphia 76ers verpflichtet. Anthony und Iverson bildeten ein gefährliches Offensivduo, das jeweils mehr als 25 Punkte pro Spiel erzielte und an English und Vandeweghe aus den 80ern erinnerte. Am 16. März 2008 gelang ihnen mit einem 168:116-Sieg gegen die Seattle SuperSonics der höchste Sieg der Clubgeschichte. Jedoch trug diese Kombination auf dem Spielfeld wenig Früchte. Auch mit einem zunehmend alternden Iverson kamen die Nuggets nicht über die erste Playoffrunde hinaus. Infolgedessen wurde im Sommer 2008 Defensivanker Camby zu den Los Angeles Clippers verkauft. Iverson wechselte zu den Detroit Pistons, im Gegenzug wechselte Chauncey Billups zu den Nuggets.
Mit dem neuen Starduo Anthony und Billups steigerten sich die Nuggets auf 54 Siege und holten sich ihren sechsten Divisiontitel. Nachdem man die Playoffserien gegen die New Orleans Hornets und Dallas Mavericks für sich hatte entscheiden können, verlor man im Conferencefinale gegen den späteren Meister, die Lakers, mit 2:4. Auch in der darauffolgenden Saison 2009/10 konnten die Nuggets, trotz zahlreicher Verletzungsprobleme ihrer Stars Anthony, Billups und Martin, 53 Siege verbuchen und qualifizierten sich für die Playoffs. Trotz des Heimvorteils unterlagen sie überraschend in der ersten Runde den Utah Jazz. Vandeweghe übergab nach der Saison und dem erneuten Erstrundenaus in den Playoffs Masau Ujiri den Posten des Managers.

### Erfolg mit Teambasketball (2011–2013)
Die Saison 2010–11 wurde durch zahlreiche Wechselspekulationen um Starspieler Anthony geprägt. Schlussendlich transferierten die Nuggets Anthony im Februar 2011 zu den New York Knicks, um ihn nicht im Sommer ohne Gegenwert zu verlieren. Mit ihm ging auch Co-Star Billups nach New York. Im Gegenzug erhielten die Nuggets unter anderen Danilo Gallinari, Wilson Chandler und Raymond Felton von den Knicks. Ohne Starspieler Anthony spielten die Nuggets weiterhin erfolgreichen Basketball und holten bis zum Saisonende 50 Siege. In den Playoffs war wie so oft bereits in der ersten Runde Schluss.
In der verkürzten Saison 2011/12 konnte man 38 Siege in 50 Spielen holen. Besonders junge Spieler wie Point Guard Ty Lawson, Gallinari, Arron Afflalo und Rookie Kenneth Faried stachen, aber auch Veteranen wie Nene, Al Harrington und Rückkehrer Andre Miller trugen ihren Anteil zum Erfolg bei. Dieser Erfolg basierend auf Teamplay hatte in der Saison 2012/13 seinen Höhepunkt, als die Nuggets mit 57 Saisonsiegen bei 15 Niederlagen einen historischen Bestwert in der Geschichte der Franchise aufstellten. Sie belegten damit den zweiten Platz in der Northwest Division hinter den Oklahoma City Thunder. Einen Anteil daran hatte Neuverpflichtung Andre Iguodala, der vor der Saison von den 76ers nach Denver kam und die Teamverteidigung enorm verstärkte. In den Playoffs war das Resultat das gleiche. Trotz Heimvorteil gegen die Golden State Warriors schieden die Nuggets mit 2:4 aus. Headcoach George Karl erhielt trotz des frühen Ausscheidens den NBA Coach of the Year Award.

### Verpassen der Playoffs und Neuaufbau (2013–2019)

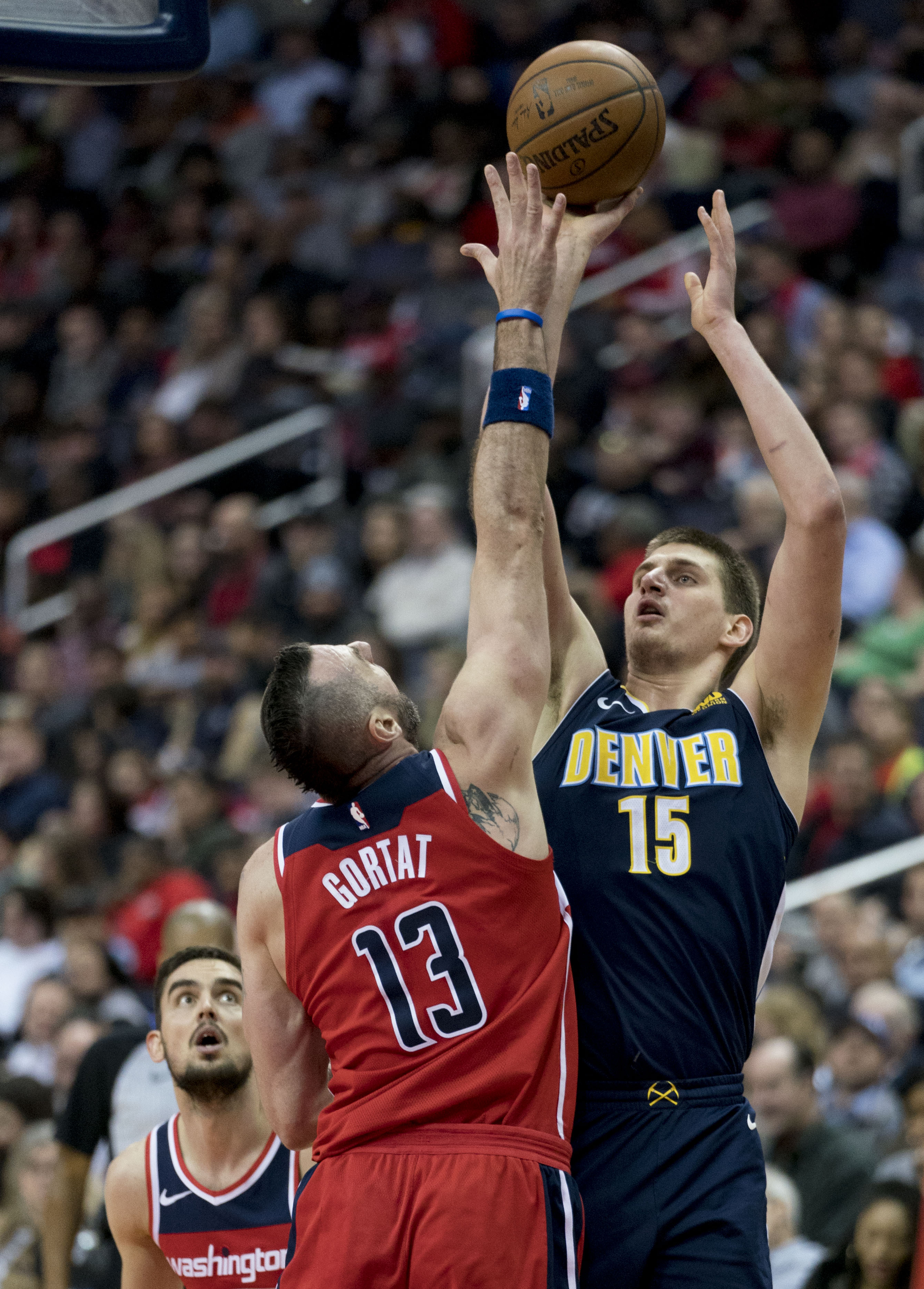
Nikola Jokić spielt seit 2015 für die Nuggets

Einige Wochen nach Saisonende gaben die Nuggets die Trennung von George Karl bekannt, um mit einem neuen Headcoach neue Impulse zu setzen. Karls Vertrag wurde nicht verlängert, obwohl Karl noch letzte Saison zum Trainer des Jahres in der NBA ausgezeichnet worden war. Auch Ujiri, Gewinner des Manager des Jahres, verließ die Nuggets und wechselte zu den Toronto Raptors. Starspieler Iguodala wurde nach nur einem Jahr zu den Golden State Warriors transferiert.
Unter dem neuen Trainer Brian Shaw gelang es nicht an die Erfolge aus der Vorsaison anzuknüpfen. Das Team fuhr, trotz nahezu gleichen Kader wie in der Vorsaison, nur 36 Siege ein und verpasste nach zuletzt zehn Teilnahmen in Folge die Playoffs. Die Saison 2014/15 zeigte keine Entwicklung, so dass Shaw im Laufe der Saison durch Melvin Hunt ersetzt wurde. Nach erneutem Verpassen der Playoffs wurde Hunt durch Michael Malone ersetzt. Der bisherige Point Guard der Mannschaft Ty Lawson wurde nach wiederholtem Fehlverhalten außerhalb des Spielfeldes im Sommer 2015 von den Nuggets zu den Houston Rockets transferiert.
Mit einem jungen Team bestehend aus den Rookies Emmanuel Mudiay und Nikola Jokić gingen die Nuggets in die neue Saison. Jokić spielte eine gute Rookiesaison, Will Barton und Gary Harris verbesserten sich, jedoch wurden die Playoffs erneut deutlich verpasst. Beim NBA-Draft 2016 hatten die Nuggets drei Erstrundenpicks, mit denen sie den Kanadier Jamal Murray, den Spanier Juan Hernangómez und Malik Beasley verpflichteten. Die Saison 2016/17 hatte für die Nuggets eine erneute Steigerung der Bilanz von 33 auf 40 Saisonsiege zur Folge. Dabei stach besonders der junge, serbische Center Jokić heraus. Die Playoffs wurden zum wiederholten Male, jedoch in dieser Saison nur knapp verpasst.
Im Sommer 2017 verstärkten sich die Nuggets mit All-Star Paul Millsap mit dem Ziel die Playoffs zu erreichen. Millsap fiel jedoch einen Großteil der Saison aus, dennoch gelang es den Nuggets dank der guten Leistungen von Jokic, Murray und Harris bis zum letzten Spieltag mit 46 Saisonsiegen um den Playoffseinzug zu kämpfen. Diesen verpassten die Nuggets jedoch aufgrund einer Niederlage gegen den direkten Konkurrenten Minnesota Timberwolves.

### Die Ära Jokić beginnt (Seit 2019)
Die Saison 2018/19 verlief für die Nuggets sehr erfolgreich. Das recht junge Nuggets-Team erkämpfte sich 54 Saisonsiege und landete am Ende der Saison hinter den Golden State Warriors überraschend auf Platz zwei in der Western Conference. Allen voran Nikola Jokic, der seine erste All-Star Nominierung erhielt, spielte eine starke Saison. In den anschließenden Playoffs konnten die Nuggets zwar die erfahrenen San Antonio Spurs mit 4:3 besiegen, doch im Conference-Halbfinale unterlag man den Portland Trail Blazers knapp mit 3:4.
Am 8. Juni 2021 wurde bekanntgegeben, dass Nikola Jokić zum Gewinner des NBA Most Valuable Player Award gewählt wurde. Damit wurde er zum ersten Center seit Shaquille O’Neal in 2000 und zum ersten Spieler in der Geschichte der Denver Nuggets, welcher diese Auszeichnung erhielt.
In der Saison 2021/22 verlor man in Runde eins mit 1:4 gegen die Golden State Warriors. Die Saison 2022/23 schlossen die Nuggets auf Platz eins der Western Conference ab. Nach Siegen über die Minnesota Timberwolves und die viertplatzierten Phoenix Suns bezwang man die Los Angeles Lakers glatt mit 4:0 in den Conference Finals und zog zum ersten Mal in die NBA-Finals ein. Die Finalserie gewannen die Nuggets mit 4:1 Siegen gegen Miami Heat. In Spiel 5, einem Heimspiel, siegte das Team um den Finals-MVP Nikola Jokić mit 94:89. In Spiel 2 der NBA Finals verloren die Nuggets ihr einziges Heimspiel der gesamten Playoffs, während sie hingegen beide Auswärtsspiele in Miami gewinnen konnten.

## Aktueller Kader
| Nr. | Nat.                           | Name               | Position       | Geburt     | Größe  | Info | College    |
| --- | ------------------------------ | ------------------ | -------------- | ---------- | ------ | ---- | ---------- |
| 0   | Vereinigte Staaten             | Christian Braun    | Guard          | 17.04.2001 | 198 cm |      | Kansas     |
| 1   | Vereinigte Staaten             | Michael Porter Jr. | Forward        | 29.06.1998 | 208 cm |      | Missouri   |
| 3   | Puerto Rico Vereinigte Staaten | Julian Strawther   | Forward        | 18.04.2002 | 201 cm |      | Gonzaga    |
| 4   | Vereinigte Staaten             | Russell Westbrook  | Guard          | 12.11.1988 | 193 cm |      | UCLA       |
| 5   | Vereinigte Staaten             | Hunter Tyson       | Forward        | 13.06.2000 | 201 cm |      | Clemson    |
| 6   | Vereinigte Staaten             | DeAndre Jordan     | Center         | 21.07.1988 | 211 cm |      | Texas A&M  |
| 8   | Vereinigte Staaten             | Peyton Watson      | Guard/Forward  | 11.09.2002 | 201 cm |      | UCLA       |
| 9   | Kroatien                       | Dario Šarić        | Forward/Center | 08.04.1994 | 208 cm |      | Kroatien   |
| 13  | Vereinigte Staaten             | PJ Hall            | Center         | 21.02.2002 | 211 cm | R G  | Clemson    |
| 14  | Vereinigte Staaten             | DaRon Holmes II    | Forward        | 15.09.2002 | 208 cm | R    | Dayton     |
| 15  | Serbien                        | Nikola Jokić       | Center         | 19.02.1995 | 211 cm | C    | Serbien    |
| 21  | Vereinigte Staaten             | Spencer Jones      | Forward        | 14.06.2001 | 201 cm | R G  | Stanford   |
| 22  | Vereinigte Staaten             | Zeke Nnaji         | Forward/Center | 09.01.2001 | 211 cm |      | Arizona    |
| 23  | Vereinigte Staaten             | Trey Alexander     | Guard          | 02.05.2003 | 193 cm | R G  | Creighton  |
| 24  | Vereinigte Staaten             | Jalen Pickett      | Guard          | 22.10.1999 | 193 cm |      | Pann State |
| 27  | Kanada                         | Jamal Murray       | Guard          | 23.02.1997 | 193 cm |      | Kentucky   |
| 31  | Slowenien                      | Vlatko Čančar      | Forward        | 10.04.1997 | 205 cm |      | Slowenien  |
| 32  | Vereinigte Staaten             | Aaron Gordon       | Forward        | 16.09.1995 | 206 cm |      | Arizona    |

| Nat.               | Name              | Position       |
| ------------------ | ----------------- | -------------- |
| Vereinigte Staaten | David Adelman     | Head Coach     |
| Vereinigte Staaten | Ryan Saunders     | Assistenzcoach |
| unbekannt          | John Beckett      | Assistenzcoach |
| Vereinigte Staaten | Popeye Jones      | Assistenzcoach |
| Vereinigte Staaten | Ryan Bowen        | Assistenzcoach |
| unbekannt          | Charles Klask     | Assistenzcoach |
| Serbien            | Ognjen Stojaković | Assistenzcoach |
| unbekannt          | Elvis Valcarcel   | Assistenzcoach |

| Abk. | Bedeutung                       |
| ---- | ------------------------------- |
| Nr.  | Trikotnummer                    |
| Nat. | Nationalität                    |
| C    | Mannschaftskapitän              |
| R    | Rookie                          |
| G    | Two-way contract                |
|      | Verletzungsbedingte Inaktivität |

## Ehrungen und nennenswerte Leistungen

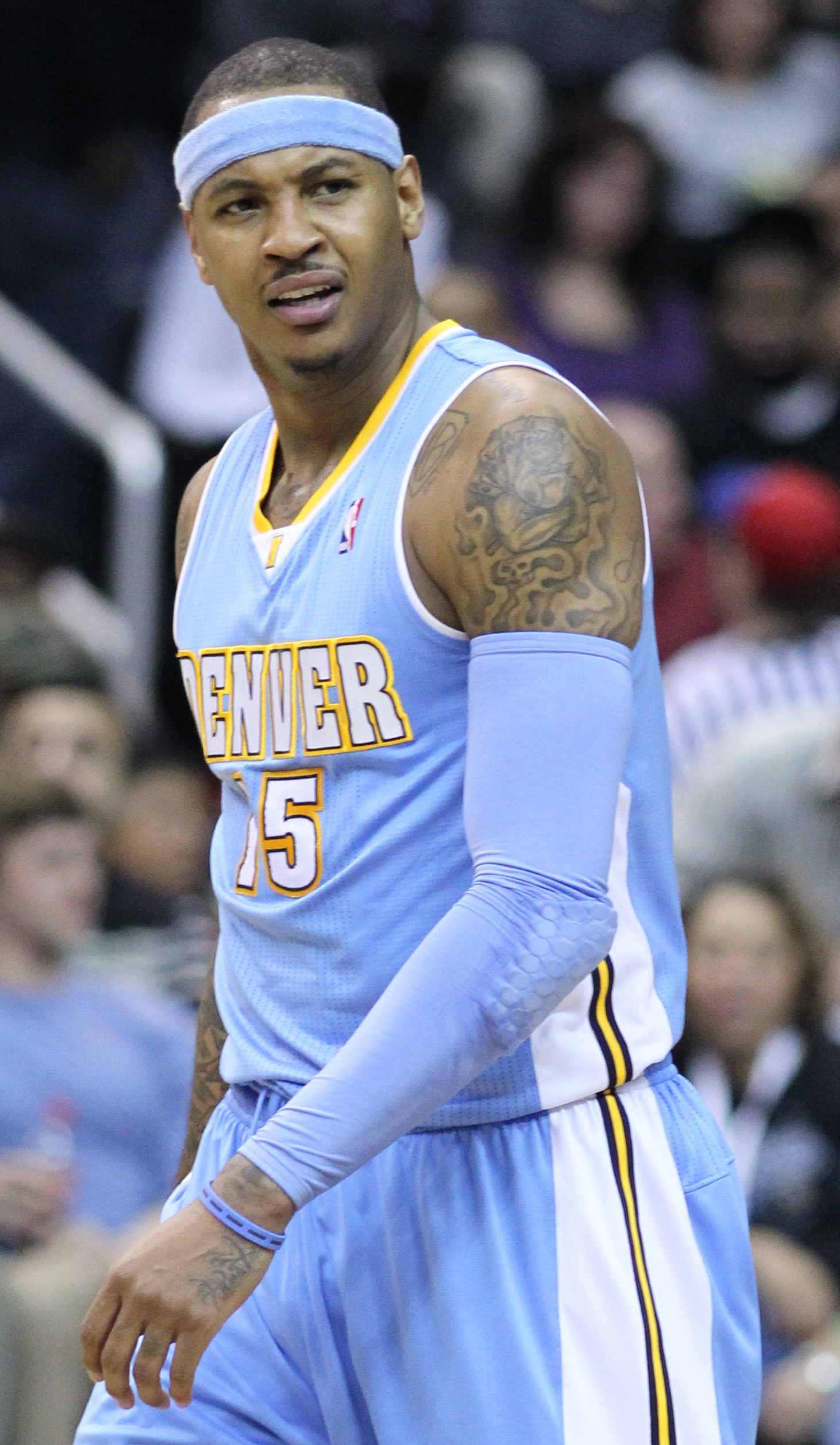
Carmelo Anthony spielte von 2003 bis 2011 für die Nuggets

| Nr. | Nat.               | Name            | Position | Zeit      |
| --- | ------------------ | --------------- | -------- | --------- |
| 2   | Vereinigte Staaten | Alex English    | Forward  | 1980–1990 |
| 33  | Vereinigte Staaten | David Thompson  | Forward  | 1975–1982 |
| 40  | Vereinigte Staaten | Byron Beck      | Center   | 1967–1977 |
| 44  | Vereinigte Staaten | Dan Issel       | Center   | 1975–1985 |
| 55  | 0                  | Dikembe Mutombo | Center   | 1991–1995 |
| 432 | Vereinigte Staaten | Doug Moe        | Trainer  | 1981–1990 |

| Nat.               | Name                 | Position           | Zeit      |
| ------------------ | -------------------- | ------------------ | --------- |
| Vereinigte Staaten | John B. McLendon Jr. | Coach und Förderer | 1969      |
| Vereinigte Staaten | Spencer Haywood      | Forward            | 1969–1970 |
| Vereinigte Staaten | Alex Hannum          | Coach              | 1971–1974 |
| Vereinigte Staaten | Larry Brown          | Coach              | 1974–1979 |
| Vereinigte Staaten | David Thompson       | Guard/Forward      | 1975–1982 |
| Vereinigte Staaten | Dan Issel            | Center             | 1975–1985 |
| Vereinigte Staaten | George McGinnis      | Forward            | 1978–1980 |
| Vereinigte Staaten | Alex English         | Forward            | 1980–1990 |
| 0                  | Dikembe Mutombo      | Center             | 1991–1996 |
| Litauen            | Šarūnas Marčiulionis | Guard              | 1996–1997 |
| Vereinigte Staaten | Allen Iverson        | Guard              | 2006–2008 |

| Name                                   | aktueller Verein      |
| -------------------------------------- | --------------------- |
| Mahmoud Abdul-Rauf alias Chris Jackson | Karriere beendet      |
| Carmelo Anthony                        | Karriere beendet      |
| Marcus Camby                           | Karriere beendet      |
| Andre Iguodala                         | Golden State Warriors |
| Chauncey Billups                       | Karriere beendet      |
| Allen Iverson                          | Karriere beendet      |
| Dikembe Mutombo                        | Karriere beendet      |
| Nick Van Exel                          | Karriere beendet      |
| Kiki Vandeweghe                        | Karriere beendet      |
| Fat Lever                              | Karriere beendet      |
| Antonio McDyess                        | Karriere beendet      |
| Jalen Rose                             | Karriere beendet      |
| Dale Ellis                             | Karriere beendet      |
| Nenê                                   | Karriere beendet      |
| Andre Miller                           | Karriere beendet      |
| Ty Lawson                              | Free Agent            |

| Name               | Auszeichnung                     | Jahr                   |
| ------------------ | -------------------------------- | ---------------------- |
| Nikola Jokić       | NBA Most Valuable Player         | 2021, 2022, 2024       |
| Dikembe Mutombo    | NBA Defensive Player of the Year | 1995                   |
| Marcus Camby       | NBA Defensive Player of the Year | 2007                   |
| Mahmoud Abdul-Rauf | NBA Most Improved Player         | 1993                   |
| Doug Moe           | NBA Coach of the Year            | 1988                   |
| Vince Boryla       | NBA Executive of the Year        | 1985                   |
| Mark Warkentien    | NBA Executive of the Year        | 2009                   |
| Nikola Jokić       | All-NBA First Team               | 2019, 2021, 2022, 2024 |
| David Thompson     | All-NBA First Team               | 1977, 1978             |
| Nikola Jokić       | All-NBA Second Team              | 2020, 2023             |
| Alex English       | All-NBA Second Team              | 1982, 1983, 1986       |
| Fat Lever          | All-NBA Second Team              | 1987                   |
| Antonio McDyess    | All-NBA Third Team               | 1999                   |
| Carmelo Anthony    | All-NBA Third Team               | 2006, 2007, 2009       |
| Chauncey Billups   | All-NBA Third Team               | 2009                   |
| Bobby Jones        | NBA All-Defensive First Team     | 1977, 1978             |
| Marcus Camby       | NBA All-Defensive First Team     | 2007, 2008             |
| Nikola Jokić       | NBA All-Rookie Team              | 2016                   |
| Dikembe Mutombo    | NBA All-Rookie Team              | 1992                   |
| LaPhonso Ellis     | NBA All-Rookie Team              | 1993                   |
| Antonio McDyess    | NBA All-Rookie Team              | 1996                   |
| Nenê               | NBA All-Rookie Team              | 2003                   |
| Carmelo Anthony    | NBA All-Rookie Team              | 2004                   |
| George Karl        | NBA Coach of the Year            | 2013                   |

## Statistiken
| Jahr           | Siege:Niederlagen | Siege [%]      | Play-offs                                                               |                |                |                |                |                |                |                |                |                |                |
| Denver Rockets | Denver Rockets    | Denver Rockets | Denver Rockets                                                          | Denver Rockets | Denver Rockets | Denver Rockets | Denver Rockets | Denver Rockets | Denver Rockets | Denver Rockets | Denver Rockets | Denver Rockets | Denver Rockets |
| -------------- | ----------------- | -------------- | ----------------------------------------------------------------------- | -------------- | -------------- | -------------- | -------------- | -------------- | -------------- | -------------- | -------------- | -------------- | -------------- |
| 1967/68        | 45:33             | 57,7           | 2:3 in den Western Division-Halbfinals gegen die New Orleans Buccaneers |                |                |                |                |                |                |                |                |                |                |
| 1968/69        | 44:34             | 56,4           | 3:4 in den Western Division-Halbfinals gegen die Oakland Oaks           |                |                |                |                |                |                |                |                |                |                |
| 1969/70        | 51:33             | 60,7           | 1:4 in den Western Division-Finals gegen die Los Angeles Stars          |                |                |                |                |                |                |                |                |                |                |
| 1970/71        | 30:54             | 35,7           | Nicht für die Play-offs qualifiziert                                    |                |                |                |                |                |                |                |                |                |                |
| 1971/72        | 34:50             | 26,0           | 3:4 in den Western Division-Halbfinals gegen die Indiana Pacers         |                |                |                |                |                |                |                |                |                |                |
| 1972/73        | 47:37             | 56,0           | 1:4 in den Western Division-Halbfinals gegen die Indiana Pacers         |                |                |                |                |                |                |                |                |                |                |
| 1973/74        | 37:47             | 44,0           | Nicht für die Play-offs qualifiziert                                    |                |                |                |                |                |                |                |                |                |                |
| Denver Nuggets |                   |                |                                                                         |                |                |                |                |                |                |                |                |                |                |
| 1974/75        | 65:19             | 77,4           | 3:4 in den Western Division-Finals gegen die Indiana Pacers             |                |                |                |                |                |                |                |                |                |                |
| 1975/76        | 60:24             | 71,4           | 3:4 in den Halbfinals gegen die Kentucky Colonels                       |                |                |                |                |                |                |                |                |                |                |
| Gesamt         | 413:331           | 55,5           | 24:32 in den Playoffs (42,9 %)                                          |                |                |                |                |                |                |                |                |                |                |

1. ↑  0:1 im Western Division Tie-Break gegen die Texas Chaparrals. Postseason geht nicht in die Play-off-Statistik ein.

| 1976/77 | 50:32     | 61,0 | 2:4 in den Western Conference-Halbfinals gegen die Portland Trail Blazers |
| 1977/78 | 48:34     | 58,5 | 2:4 in den Western Conference-Finals gegen die Seattle SuperSonics        |
| 1978/79 | 47:35     | 57,3 | 1:2 in der ersten Runde gegen die Los Angeles Lakers                      |
| 1979/80 | 30:52     | 36,6 | Nicht für die Play-offs qualifiziert                                      |
| 1980/81 | 37:45     | 45,1 | Nicht für die Play-offs qualifiziert                                      |
| 1981/82 | 46:36     | 56,1 | 1:2 in der ersten Runde gegen die Phoenix Suns                            |
| 1982/83 | 45:37     | 54,9 | 1:4 in den Western Conference-Halbfinals gegen die San Antonio Spurs      |
| 1983/84 | 38:44     | 46,3 | 2:3 in der ersten Runde gegen den Utah Jazz                               |
| 1984/85 | 52:30     | 63,4 | 1:4 in den Western Conference-Finals gegen die Los Angeles Lakers         |
| 1985/86 | 47:35     | 57,3 | 2:4 in den Western Conference-Halbfinals gegen die Houston Rockets        |
| 1986/87 | 37:45     | 45,1 | 0:3 in der ersten Runde gegen die Los Angeles Lakers                      |
| 1987/88 | 54:28     | 65,9 | 2:4 in den Western Conference-Halbfinals gegen die Dallas Mavericks       |
| 1988/89 | 44:38     | 53,7 | 0:3 in der ersten Runde gegen die Phoenix Suns                            |
| 1989/90 | 43:39     | 52,4 | 0:3 in der ersten Runde gegen die San Antonio Spurs                       |
| 1990/91 | 20:62     | 24,4 | Nicht für die Play-offs qualifiziert                                      |
| 1991/92 | 24:58     | 29,3 | Nicht für die Play-offs qualifiziert                                      |
| 1992/93 | 36:46     | 43,9 | Nicht für die Play-offs qualifiziert                                      |
| 1993/94 | 42:40     | 51,2 | 3:4 in den Western Conference-Halbfinals gegen den Utah Jazz              |
| 1994/95 | 41:41     | 50,0 | 0:3 in der ersten Runde gegen die San Antonio Spurs                       |
| 1995/96 | 35:47     | 42,7 | Nicht für die Play-offs qualifiziert                                      |
| 1996/97 | 21:61     | 25,6 | Nicht für die Play-offs qualifiziert                                      |
| 1997/98 | 11:71     | 13,4 | Nicht für die Play-offs qualifiziert                                      |
| 1997/98 | 14:36     | 28,0 | Nicht für die Play-offs qualifiziert                                      |
| 1999/00 | 35:47     | 42,7 | Nicht für die Play-offs qualifiziert                                      |
| 2000/01 | 34:48     | 41,5 | Nicht für die Play-offs qualifiziert                                      |
| 2001/02 | 24:58     | 29,3 | Nicht für die Play-offs qualifiziert                                      |
| 2002/03 | 17:65     | 20,7 | Nicht für die Play-offs qualifiziert                                      |
| 2003/04 | 44:38     | 53,7 | 1:4 in der ersten Runde gegen die Minnesota Timberwolves                  |
| 2004/05 | 47:35     | 57,3 | 1:4 in der ersten Runde gegen die San Antonio Spurs                       |
| 2005/06 | 44:38     | 53,7 | 1:4 in der ersten Runde gegen die Los Angeles Clippers                    |
| 2006/07 | 45:37     | 54,9 | 1:4 in der ersten Runde gegen die San Antonio Spurs                       |
| 2007/08 | 50:32     | 61,0 | 0:4 in der ersten Runde gegen die Los Angeles Lakers                      |
| 2008/09 | 54:28     | 65,9 | 2:4 in den Western Conference-Finals gegen die Los Angeles Lakers         |
| 2009/10 | 53:29     | 64,6 | 2:4 in der ersten Runde gegen den Utah Jazz                               |
| 2010/11 | 50:32     | 61,0 | 1:4 in der ersten Runde gegen den Oklahoma City Thunder                   |
| 2011/12 | 38:28     | 57,6 | 3:4 in der ersten Runde gegen die Los Angeles Lakers                      |
| 2012/13 | 57:25     | 69,5 | 2:4 in der ersten Runde gegen die Golden State Warriors                   |
| 2013/14 | 36:46     | 43,9 | Nicht für die Play-offs qualifiziert                                      |
| 2014/15 | 30:52     | 36,6 | Nicht für die Play-offs qualifiziert                                      |
| 2015/16 | 33:49     | 40,2 | Nicht für die Play-offs qualifiziert                                      |
| 2016/17 | 40:42     | 48,8 | Nicht für die Play-offs qualifiziert                                      |
| 2017/18 | 46:36     | 56,1 | Nicht für die Play-offs qualifiziert                                      |
| 2018/19 | 54:28     | 65,9 | 3:4 in den Western Conference-Halbfinals gegen die Portland Trail Blazers |
| 2019/20 | 46:27     | 63,0 | 1:4 in den Western Conference-Finals gegen die Los Angeles Lakers         |
| 2020/21 | 47:25     | 65,3 | 0:4 in den Western Conference-Halbfinals gegen die Phoenix Suns           |
| 2021/22 | 48:34     | 58,5 | 1:4 in der ersten Runde gegen die Golden State Warriors                   |
| 2022/23 | 53:29     | 64,6 | NBA-Meister mit 4:1 gegen die Miami Heat                                  |
| 2023/24 | 57:25     | 69,5 | 3:4 in den Western Conference-Halbfinals gegen die Minnesota Timberwolves |
| 2024/25 | 50:32     | 61,0 | 3:4 in den Western Conference-Halbfinals gegen den Oklahoma City Thunder  |
| Gesamt  | 2004:1947 | 50,7 | 112:144 in den Playoffs (43,8 %) – 1 NBA-Meisterschaft                    |

| Liga   | Siege:Niederlagen | Gewonnen [%] | Playoffs                          |
| ------ | ----------------- | ------------ | --------------------------------- |
| ABA    | 413:331           | 55,5         | 24:32 in den Playoffs (42,9 %)    |
| NBA    | 2004:1947         | 50,7         | 112:144 in den Play-offs (43,8 %) |
| Gesamt | 2417:2278         | 51,5         | 136:176 in den Play-offs (43,6 %) |